# Альбанус, Август Адольфович
Август Адольфович Альбанус (нем. Karl August von Albanus; 3 [15] мая 1837, Дюнамюнде — 12 [24] июня 1887, Рига) — российский врач; лейб-медик, тайный советник.

## Биография
Родился в Дюнамюнде 3 (15) мая 1837 года в семье пастора. Учился в школе в Энгельгардсхофе и в Биркенруской гимназии.
С 1855 года изучал зоологию и медицину в Дерптском университете, по окончании которого со степенью доктора медицины в 1860 году совершенствовался в Берлине, Праге и Вене.
C 1862 года работал ординатором в Петербурге: в Обуховском госпитале, затем — в госпитале Тюремного замка. С 1871 года — доктор на правах дивизионного врача при главнокомандующем Кавказской армией великом князе Михаиле Николаевиче; в 1871—1876 годы был с его свитой в Тифлисе. 13 октября 1873 года произведён в статские советники, а 11 июля 1877 года — в действительные статские советники. В 1877—1878 годы участвовал в русско-турецкой войне. В августе 1886 года по болезни вышел в отставку с чином тайного советника.
Состоял членом Общества санкт-петербургских врачей (с 1867; в 1887 — почётный член), Немецкого врачебного общества в Санкт-Петербурге (с 1883). Почётный лейб-медик (1880).
Умер в Риге 12 (24) июня 1887 года.

## Семья
Отец — Адольф фон Альбанус (нем. Adolph von Albanus; 1798—1856), сын Августа Албануса (1765—1839), пастор в Дюнамюнде; мать — Елена Вильгельмина (урожд. Даль, нем. Helene Wilhelmine von Dahl).
Жена — Елена Каролина Луиза (урожд. Брюкнер, нем. Helene Karoline Luise Brückner; 1836?—1871).

## Награды
За время службы удостоен наград:
- орден Святой Анны 1-й степени,
- орден Святого Станислава 1-й степени с мечами (1878),
- орден Святого Владимира 3-й степени с мечами (1877),
- медаль «В память русско-турецкой войны 1877—1878» (светло-бронзовая),
- медаль «В память коронации императора Александра III»,
- орден Красного орла 2-й степени со звездой (27 февраля 1884, королевство Пруссия)[10]
- орден Фридриха командорского креста 2-й степени (Вюртемберг, 1876),
- орден Церингенского льва командорского креста 2-й степени (Баден, 1876),
- орден Вендской короны 2-й степени (Мекленбург-Шверин),
- орден Льва и Солнца 3-й степени (Персия, 1872).

## Избранные труды
- Experimentelle Untersuchungen über die Beziehung des Halsstranges des Sympathicus zur Temperatur des Kaninchenohres: Diss. — Dorpat, 1860. — 64 S.
- Zwölf Fälle von Tuberculose des Bauchfelles // St. Petersburger medicinische Zeitschrift. — 1870. — Bd. 17. — S. 313—353.

## Комментарии
1. ↑  Ныне — микрорайон Даугавгрива в Риге, Латвия.